# Siergiej Nikolski
Siergiej Michajłowicz Nikolski (ros. Сергей Михайлович Никольский; ur. 17 kwietnia?/30 kwietnia 1905 w Talicy, zm. 9 listopada 2012 w Moskwie) – rosyjsko-radziecki matematyk, profesor.

## Życiorys
Kilka dziecięcych lat przyszły matematyk spędził w Puszczy Augustowskiej i Suwałkach, gdzie chodził do szkoły. Ojciec matematyka był leśniczym. S. Nikolski wyjechał z rodzicami z guberni suwalskiej wraz z nastaniem I wojny światowej w 1914 roku.

## Działalność naukowa
Profesor Nikolski miał zasadniczy wkład w analizę funkcjonalną, aproksymacji funkcji, wzory kwadratury, zamkniętych przestrzeni funkcjonalnych i ich zastosowanie w wariacyjnych rozwiązaniach równań różniczkowych cząstkowych. Naukowiec stworzył zagadnienie teorii funkcji i jej zastosowań. Jest autorem ponad 100 publikacji naukowych, w tym 3 monografii, 2 szkoły podręczników i 7 podręczników szkolnych.
Był laureatem wielu nagród naukowych, a także trzykrotnym laureatem Nagrody Państwowej ZSRR (w 1952, 1977 i 1987). Odznaczony Orderem Lenina (1975) i Orderem Za Zasługi dla Ojczyzny II klasy (2005). W wieku 92 lat nadal prowadził wykłady w Moskiewskim Instytucie Fizyki i Technologii.
Od 1980 był członkiem zagranicznym Polskiej Akademii Nauk (Wydział III Nauk Matematycznych, Fizycznych i Chemicznych).
Pochowany na Cmentarzu Trojekurowskim w Moskwie.